# Chanakyapuri
Chanakyapuri (sanskrit : चाणक्यपुरी, Cāṇakyapurī [?]) est un quartier et une enclave diplomatique établie dans les années 1950 à New Delhi. C'est également une sous-division du district de New Delhi et accueille la majorité des ambassades étrangères à New Delhi. Chanakyapuri, qui signifie "ville de Chanakya", doit son nom à Chanakya, un conseiller de Chandragupta Maurya du troisième siècle avant J-C. 

## Histoire
Chanakyapuri a été la première grande extension de New Delhi au-delà du Delhi de Lutyens (en) (Edwin Lutyens joua un rôle essentiel dans le design des bâtiments administratifs de New Delhi). Le Central Public Works Department (en) (CPWD) a aménagé une grande surface de terrain acquise auprès d'un village Gurjar qui s'y trouvait pour créer cette enclave diplomatique dans les années 1950. Par la suite, ces terrains ont été attribués à des ambassades, des chancelleries, des hauts commissariats et des résidences d'ambassadeurs. L'enclave est construite autour d'une large perspective centrale, connue sous le nom de Shantipath (en)(route de la paix), avec de grands espaces verts. Un grand parc paysager s'étendant sur une superficie de 80 acres, connu sous le nom de Parc Nehru (en), a été aménagé en 1969 pour les familles du personnel diplomatique. Avec le temps, deux marchés, deux collèges et des écoles gérées par des missions diplomatiques (dont la British School (en), l'American Embassy School (en), la Deutsche Botschaftsschule New Delhi (de)) ont été établis dans le quartier.

## Galerie

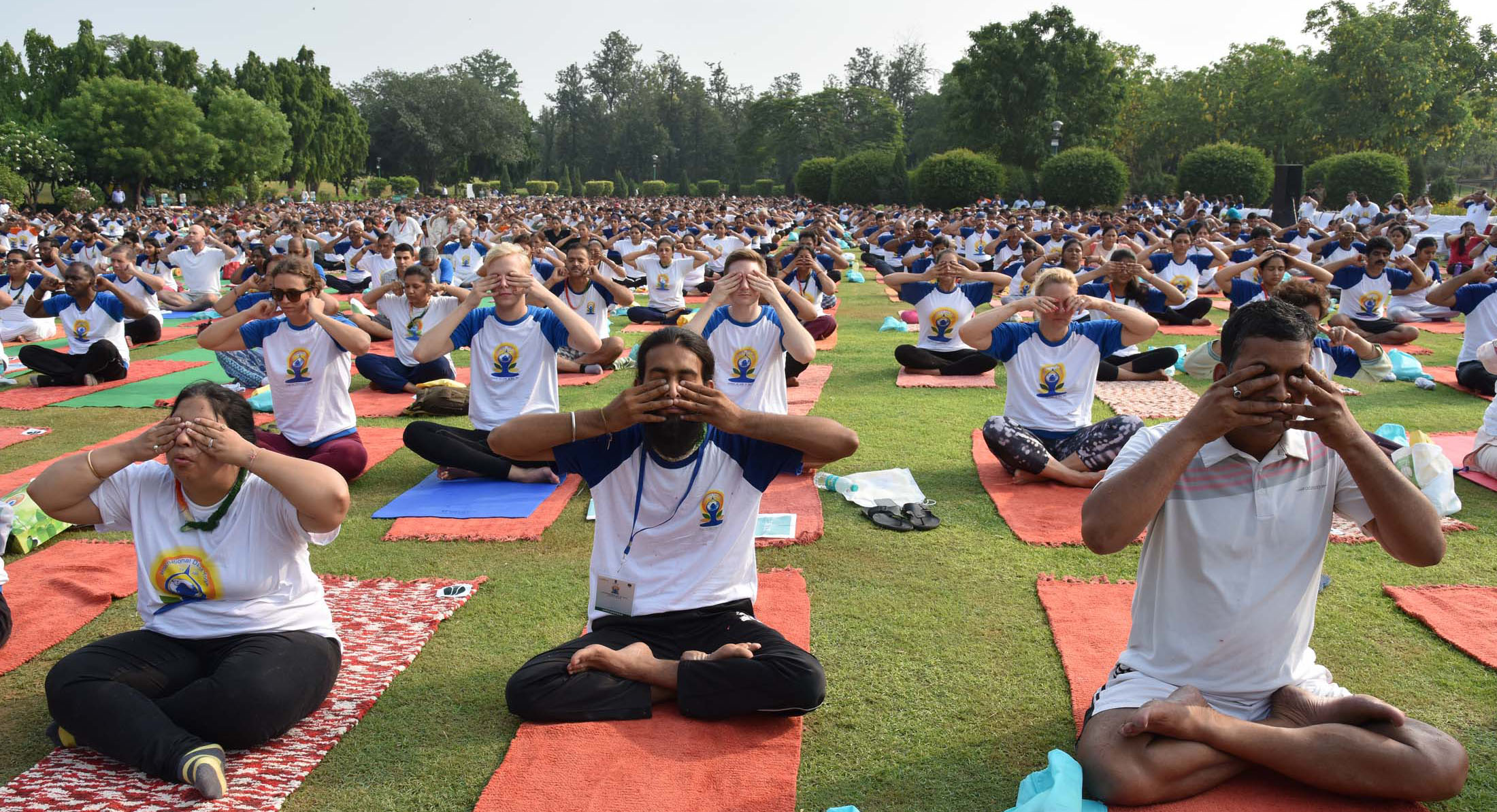
Seconde journée internationale du Yoga, Parc Nehru, 2016
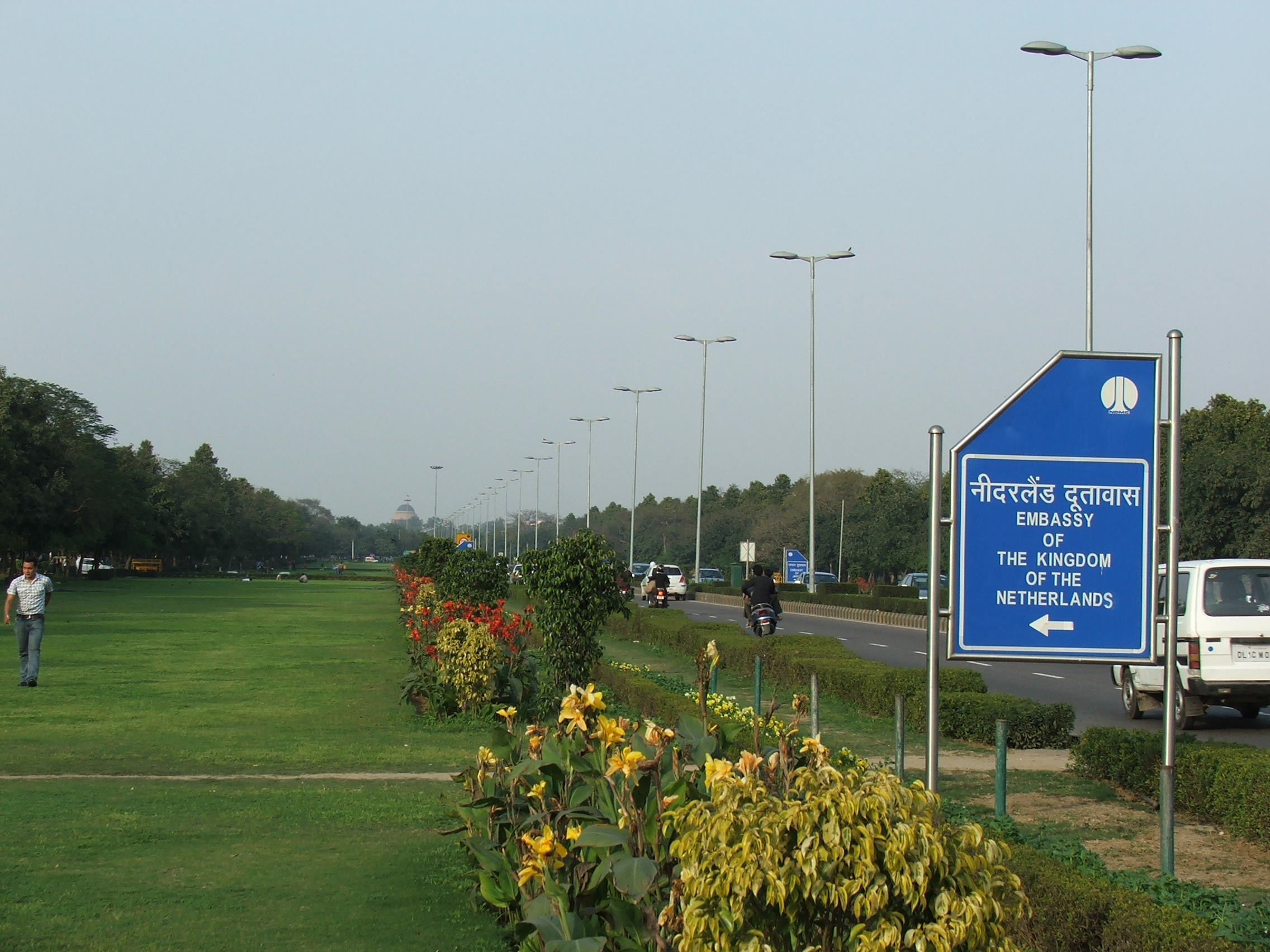
Le Shantipath et un panneau annonçant l'ambassade des Pays-Bas
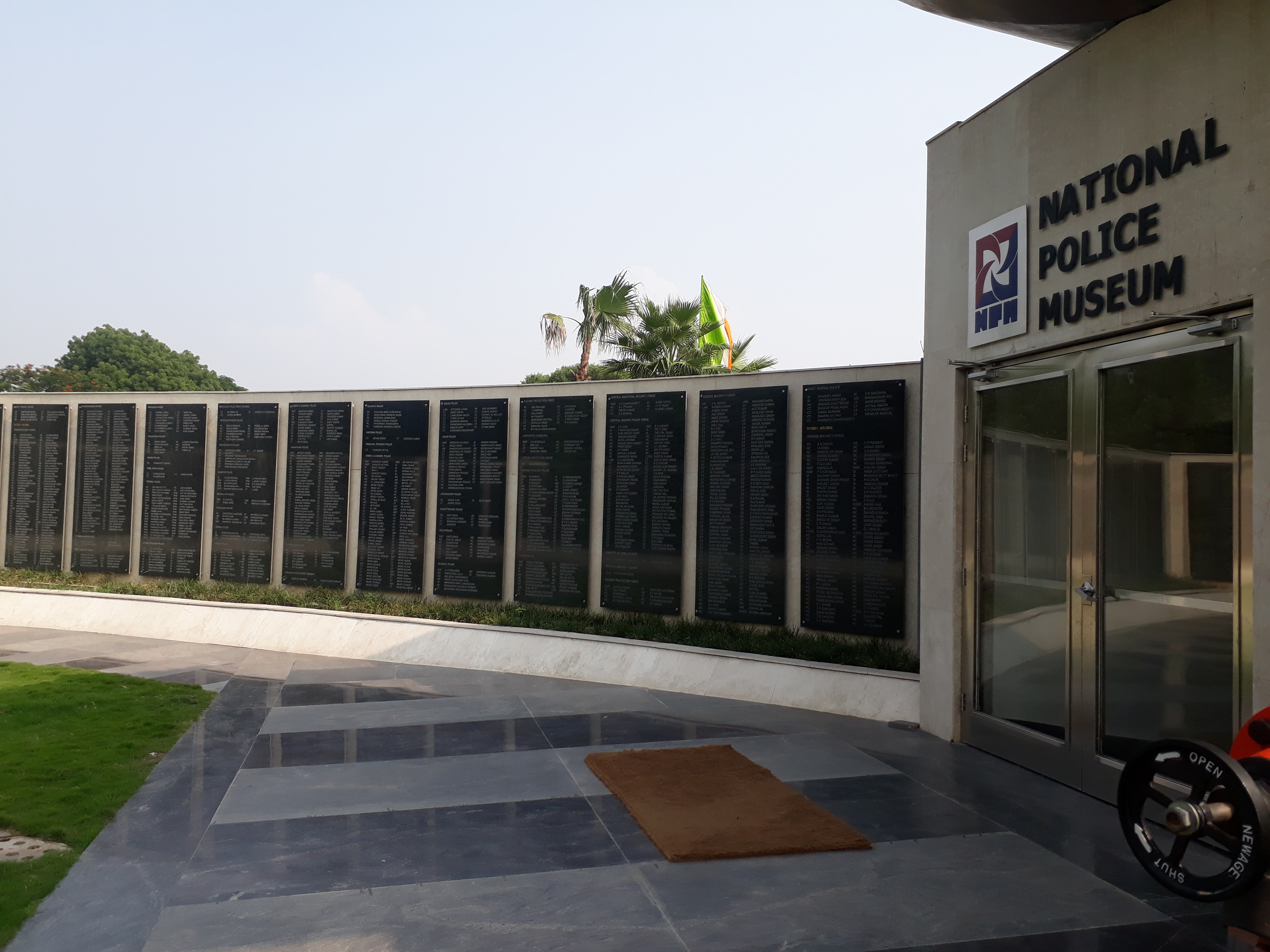
Musée sur la police et mémorial
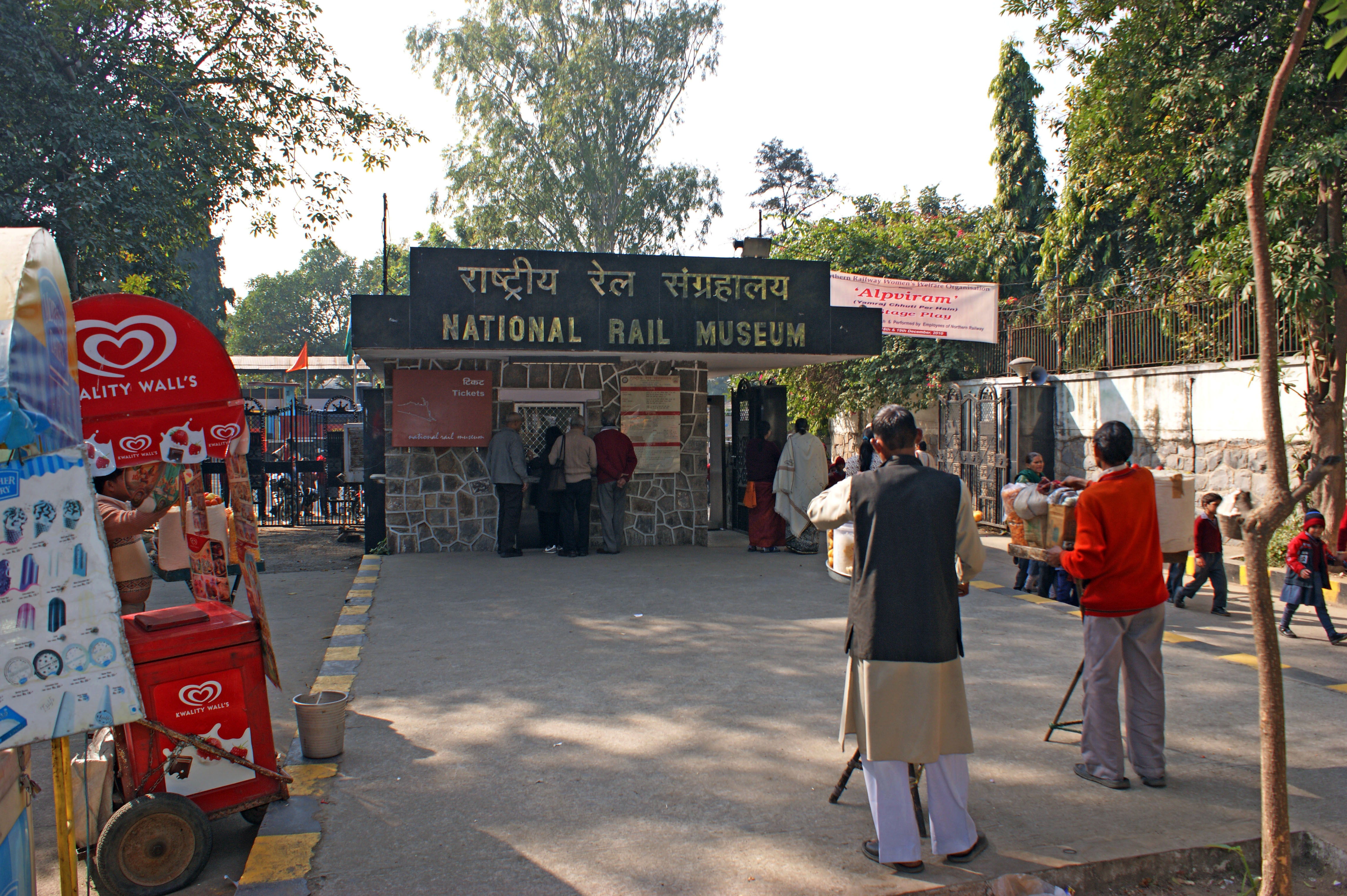
L'India National Rail Museum